# Thank You for the Music
Thank You for the Music ist ein Lied der schwedischen Popgruppe ABBA, das 1977 auf dem fünften Studioalbum der Gruppe ABBA – The Album erschien. Das Stück war ebenfalls 1978 auf der B-Seite der Single Eagle enthalten und wurde 1983 mit der B-Seite Our Last Summer nochmal als eigene Single herausgegeben.

## Entstehung und Veröffentlichung
Das Stück wurde von Benny Andersson und Björn Ulvaeus für das Mini-Musical The Girl with the Golden Hair geschrieben, das außer diesem Song auch noch aus den drei anderen Liedern I Wonder (Departure), I’m a Marionette und Get on the Carousel bestand. Bereits im Frühjahr 1977 wurde Thank You for the Music auf ABBAs Europa-Australien-Tournee in Zusammenhang mit dem Musical aufgeführt, allerdings mit einem leicht anderen Text als in der heutigen Version. Zum Zeitpunkt der Aufführungen existierten noch keine Studioversionen dieser Lieder.
Ein erster Versuch, das Stück im Studio aufzunehmen, fand am 2. Juni 1977 statt. Allerdings stellte diese erste Version die Musiker nicht zufrieden, weswegen am 21. Juli 1977 ein weiterer Versuch unternommen wurde, der schließlich zum Endergebnis führte. Abgemischt wurde Thank You for the Music im November 1977. Die Strophen wurden von Agnetha Fältskog gesungen, im Refrain ist auch Anni-Frid Lyngstad zu hören.
Im Januar 1980 wurde das Lied als Gracias Por La Música auf Spanisch erneut aufgenommen und im März desselben Jahres als B-Seite der Single Fernando in Spanien veröffentlicht. In Argentinien, Mexiko und Uruguay wurde Gracias Por La Música als A-Seite veröffentlicht. Beide Singles wurden ausgekoppelt, um das gleichnamige Album Gracias por la música zu bewerben, das am 23. Juni 1980 erschien.

## Kommerzieller Erfolg
Die Originalversion von Thank You for the Music wurde im Mai 1978 zunächst als B-Seite der Single Eagle veröffentlicht, die in vier Ländern in die Top Ten der Charts kam. In Südafrika, Simbabwe und Costa Rica erschien das Lied als A-Seite und erreichte die Top Five. Die Single-Veröffentlichung als A-Seite im Herbst 1983 kam nur in vier Ländern in die Charts, darunter in Frankreich (# 58) und Großbritannien (# 33). Die spanische Version Gracias Por La Música mit der B-Seite ¡Dame! ¡Dame! ¡Dame! war vor allem in den lateinamerikanischen Ländern wesentlich erfolgreicher.